# Nemacheilus fasciatus
Nemacheilus fasciatus är en fiskart som först beskrevs av Valenciennes, 1846.  Nemacheilus fasciatus ingår i släktet Nemacheilus och familjen grönlingsfiskar. Inga underarter finns listade i Catalogue of Life.